# Valverde (Fundão)
Valverde is een plaats (freguesia) in de Portugese gemeente Fundão en telt 1422 inwoners (2001).